# A Boy Named Sue
A Boy Named Sue é um documentário de 2001 dirigido por Julie Wyman. Mostra a vida e a transição de Theo, um homem transexual que passa por vários estágios de transição (incluindo mastectomia e terapia hormonal). O protagonista é filmado extensivamente, dá uma série de entrevistas e, eventualmente, se estabelece como um homem gay. O título do filme foi retirado da música A Boy Named Sue de Johnny Cash.

## Distribuição e recepção
O filme foi exibido em vários festivais, incluindo o Festival Internacional de Cinema Lésbico e Gay de São Francisco de 2000 e Reel Affirmations. Foi indicado ao GLAAD Media Award de 2004.